# Palikir
Palikir är huvudstad i Mikronesiska federationen i västra Stilla havet, vilket den varit sedan 1989, då den ersatte Kolonia.

## Staden
Palikir ligger på den nordvästra delen av ön Pohnpei. 
Staden har ca 10 000 invånare och förväxlas ofta med den gamla huvudstaden Kolonia ca 6 km nordöst om Palikir. Kolonia är dock huvudort i delstaten Pohnpei och Palikir ligger inom "municipality" (kommun) Kolonia.
I Palikir finns de officiella regerings- och förvaltningsbyggnader som Presidentkansliet och de flesta departement.

## Historia
Staden blev utsedd till ny huvudstad för Mikronesiska federationen den 4 november 1989 och ersatte då den tidigare huvudstaden Kolonia.